# 최아임
최아임(1998년 ~ )은 대한민국의 가수다. 2021년 싱글 앨범 [S.T.O.P]으로 데뷔했다.

## 방송
- 전국노래자랑 (2019) - 파주시 편 최우수상
- 보컬플레이 2 (2019) - Top50
- 걸스 온 파이어 (2024) - Top15

## 음반
- S.T.O.P (2021)
- Too Bright too Shine (2022)
- 날아 (2022)
- 나는 (2022)
- I wish I could tell (2023)
- 노놀 VOL 09. 최아임 ' 몽상가(夢想家) ' (2023)
- 해바라기 (Prod. 이지호) (2023)